# Blutgift
Als Blutgifte oder  Hämotoxine (von altgriechisch αἷμα haíma, deutsch ‚Blut‘ und τοξικόν toxikón, deutsch ‚Gift‘) werden Substanzen bezeichnet, deren chemische Beschaffenheit das Blut-, Blutgerinnungs- oder Blutbildungssystem derart verändert, dass die Transport- und Stoffwechselfunktion eingeschränkt oder verhindert wird. Vor allem die roten Blutkörperchen und das Knochenmark sind hiervon betroffen, was eine Schädigung des Blutkreislaufs bis hin zum Kreislaufkollaps zur Folge haben kann.
Ein prominentes Beispiel ist Kohlenmonoxid (CO). Es unterbindet den Sauerstofftransport des Blutes, indem es eine festere Bindung als dieser mit dem Hämoglobin eingeht.
Im Unterschied zum Zellgift (einige Schlangengifte, Benzol oder Dioxine fallen in diese Kategorie) wird die Zelle nicht direkt geschädigt, sondern geht an einer Unterversorgung mit Nähr- bzw. Sauerstoff zugrunde.
Nervengifte wirken dagegen mittels – mehr oder minder zerstörender – Interaktion mit dem Nervensystem. Hier sind einige Drogen, aber auch Curare und Bufotenin (Pfeilgifte) oder das Gift des Fugu (eines Kugelfischs) einzuordnen.